# شمس‌العالم مانجو
شمس‌العالم مانجو (بنگالی: শামসুল আলম মঞ্জু؛ زادهٔ ۱۴ مارس ۱۹۵۵) بازیکن سابق و مربی فوتبال اهل بنگلادش است.
وی همچنین در تیم‌های ملی فوتبال زیر ۲۰ سال بنگلادش و بنگلادش بازی کرده است.